# Karl 1. af Portugal
Karl 1. (portugisisk: Dom Carlos I) (28. september 1863 – 1. februar 1908) var konge af Portugal fra 1889 til 1908.

## Biografi
Karl var søn af kong Ludvig 1. af Portugal i hans ægteskab med prinsesse Maria Pia af Savoyen, datter af kong Victor Emanuel 2. af Italien. I 1886 blev han gift med prinsesse Amélie af Orléans, der var datter af den franske tronprætendent, Filip af Orléans.
I 1889 efterfulgte han sin far som konge. Under et republikansk attentat på kongefamilien i 1908 blev Karl og tronfølgeren, Ludvig Filip, skudt og dræbt på Terreiro do Paço. Karls yngre søn, Emanuel, blev såret i armen, overlevede og efterfulgte sin far på tronen.